# Microsoft Student Partners
Microsoft Students Partners je speciální program společnosti Microsoft na rozvoj a podporu nejinovativnějších a nejpokročilejších studentů informačních technologií, kteří v rámci programu prezentují produkty společnosti Microsoft veřejnosti. Za to se jim dostávají vyhody ve formě software zdarma či možnost interně testovat připravované projekty včetně jejich dostání ještě před vydáním. V České republice je vždy od 10- 25 členů. Program Microsoft Student Partners sdružuje především vysokoškoláky se zájmem o IT technologie a touhou sdílet své informace a postřehy s ostatními. MSP program je navržen tak, aby pomohl studentům plně realizovat své potřeby pomocí Microsoft produktů a být úspěšnými po opuštění univerzity a nástupu do práce nejen v IT průmyslu.

## Historie
MSP program byl spuštěn v roce 2001. V roce 2006 byl program rozšířen do 50 zemí světa, a kolem 18. dubna 2010 má program přes 2800 členů v 99 zemích a regionech.

## Výhody programu MSP
Přednášení o technologiích Microsoftu.
Budování komunity vývojářů a IT odborníků.
Psaní článků a blogování.
Tvorba screencastů a webcastů.
Školení prezentačních schopností.
Volný vstup na lokální akce Microsoftu.
Přístup k předplatnému MSDN / TechNet Subscription (DreamSpark).
Vlastní zviditelnění.
Přístup k neveřejným informacím o produktech po dobu jejich vývoje.
Reference do vašeho CV.
Volné vouchery pro MCP certifikace pro nejlepší MSP.
Publikace o Microsoft technologiích vydavatelství MS Press.
Možnost účastnit se či vyhledávat studenty do prestižní soutěže Imagine Cup.

## Netstudent pro MSP program
Netstudent je určen nejen členům MSP programu, pro psaní a čtení blogů, fór, vytváření univerzitního center, … pro českou i slovenskou studentskou technologickou komunitu.